# Mastophora satsuma
Mastophora satsuma là một loài nhện trong họ Araneidae.
Loài này thuộc chi Mastophora. Mastophora satsuma được Herbert Walter Levi miêu tả năm 2003.